# فرنسا (دائرة انتخابية للبرلمان الأوروبي)
فرنسا هي دائرة انتخابية في البرلمان الأوروبي للانتخابات في الاتحاد الأوروبي تغطي فرنسا كدولة عضو في الاتحاد. ويمثلها حاليًا 79 عضوًا في البرلمان الأوروبي. من عام 2004 حتى عام 2019، مثلت ثماني دوائر انتخابية مقسمة فرنسا في البرلمان الأوروبي.